# Avenida El Golf
La avenida El Golf es una calle del barrio del mismo nombre, comuna Las Condes, ubicada en el núcleo financiero y comercial de Santiago de Chile, conocido como Sanhattan. Queda en el costado norte de Apoquindo —desde donde corre hasta Presidente Riesco; en el lado sur pasa a llamarse Gertrudis Echeñique— y sus estaciones de metro más cercanas son Alcántara y El Golf.

## Historia
Una de las primeras construcciones que se alzó en esta calle fue la iglesia de Nuestra Señora de los Ángeles, en la manzana en forma de media luna que forma la calle del mismo nombre con la hoy avenida el Golf y cuya fachada da precisamente a esta vía. La iglesia El Golf, como se la conoce popularmente, fue construida gracias a la donación de los terrenos que hizo la filántropa Loreto Cousiño —hija de Luis Cousiño e Isidora Goyenechea y esposa de Ricardo Lyon—, quien debido a su quebrantada salud, no llegó a conocer personalmente el templo que había financiado. A ella se le deben tanto el nombre de la iglesia como los cuadros que la adornan, que encargó a Pedro Subercaseaux, pintor que después de la Primera Guerra Mundial se hizo monje benedictino. Terminada de construir en 1940 por el arquitecto Óscar Mozó Merino, tres años después fue erigida en parroquia, que desde entonces está a cargo de la Congregación de los Agustinos de la Asunción, más conocida como los padres asuncionistas.
De un lugar desplobado, en el que se hacían ejercicios militares, rápidamente se fue convirtiendo en una de las principales calles de un sector residencial de moda, que tomó el nombre de barrio El Golf por el exclusivo club Los Leones de ese deporte que se construyó allí después de que Ricardo Lyon loteara a mediados de los años 1930 su fundo San Luis y que hoy está ubicado en Presidente Riesco 3700, al frente de la avenida que prácticamente desemboca en su entrada.
Antes calle de elegantes casas individuales, hoy casi todas ellas han sido reemplazadas por edificios de viviendas o de empresas. Una de las pocas mansiones que quedan la ocupa la embajada de la República Checa (acera poniente, n.º254); también está la residencia del embajador de España en la esquina oriente con Apoquindo, entrada por esta última (n.º3742). Entre los de vivienda se pueden citar las tres torres Puertas del Golf (2 de 22 pisos y 1 de 26; hay una en cada esquina de El Golf con Presidente Riesco, entradas principales por esta última avenida (aunque la dirección es avda. El Golf  nn.º 280 y 203), y la tercera en la acera oriente, n.º 201, esquina norte con la calle Nuestra Señora de los Ángeles), realizadas por Borja Huidobro con la oficina de arquitectos A4 (Sebastián di Girólamo, Germán Zegers y Cristián Valdivieso), y entre los segundos, los de bancos: el edificio corporativo del BCI (Borja Huidobro + A4) (acera oriente, n.º125, inaugurado en noviembre de 27 de noviembre de 2006; 31.662 m², con 14.479 m² útiles destinados a oficinas, desde el zócalo hasta el piso 18, más 6 niveles subterráneos con un total de 447 estacionamientos de automóviles), en la esquina sur con Nuestra Señora de los Ángeles; el de la esquina poniente con Apoquindo lo ocupa, junto con una veintena de empresas, el BBVA; un Itaú está en el siguiente edificio por El Golf, frente al BCI. 
En pocas calles tan cortas se puede encontrar tan alta concentración de obras de destacados arquitectos: son también del Premio Nacional de Arquitectura Borja Huidobro con A4 —además de los cuatro ya citados— otros tres edificios de la avenida El Golf: los de las esquinas de Isidora Goyenecha (n.º150: el edificio corporativo del Grupo Angelini, llamado también Cruz del Sur, en la esquina sur; y en la norte, el Plaza Los Ángeles) y el de la esquina poniente con Apoquindo (llamado Golf 2001, por el año del proyecto; dirección doble: El Golf 40 / Apoquindo 3650, ya que tiene entradas por ambas calles) así como la fuente de la plaza Loreto. De otro Premio Nacional, Christian de Groote, es el edificio residencial contiguo a la iglesia, y el del frente, en la acera poniente, del también famoso Alberto Sartori.
Tanto las torres Puerta del Golf, como el BCI y el edificio Comunidad El Golf 99 tienen obras de arte; así, en la planta baja de las torres hay cuadros y esculturas de conocidos artistas; el BCI organiza excursiones guiadas una vez al mes para ver su colección de pintura chilena y platería mapuche; y el Comunidad El Golf 99, de Cristián Boza, tiene sendas esculturas de Felipe Hermosilla en su hall y en la calle, donde este artista convirtió el extractor de aire en una obra que recuerda el golpe de un rayo.
La avenida Isidora Goyenechea —famosa por sus rascacielos, restaurantes y bancas pintadas por reconocidos artistas— desemboca en El Golf, en la plaza Loreto, frente a la iglesia. Esta plaza es, en realidad, el bandejón o separador central de la calle y sus 195 metros de largo están delimitados, al oriente, por las bocas sur y norte de Nuestra Señora de los Ángeles, corta vía que forma una medialuna o semicurcunsferencia. Las calzadas alrededor de la plaza son empedradas, mientras que antes y después de esta, donde la calle ya no tiene bandejón, el revestimiento es el normal de asfalto.
En las aceras hay castaños y en la plaza, coníferas, ceibos y otras especies arbóreas. La plaza misma está dividida por la pileta o fuente que tiene al medio; en el lado sur están los juegos infantiles y en el norte, en su extremo hay un busto de Ricardo Lyon.

## Galería

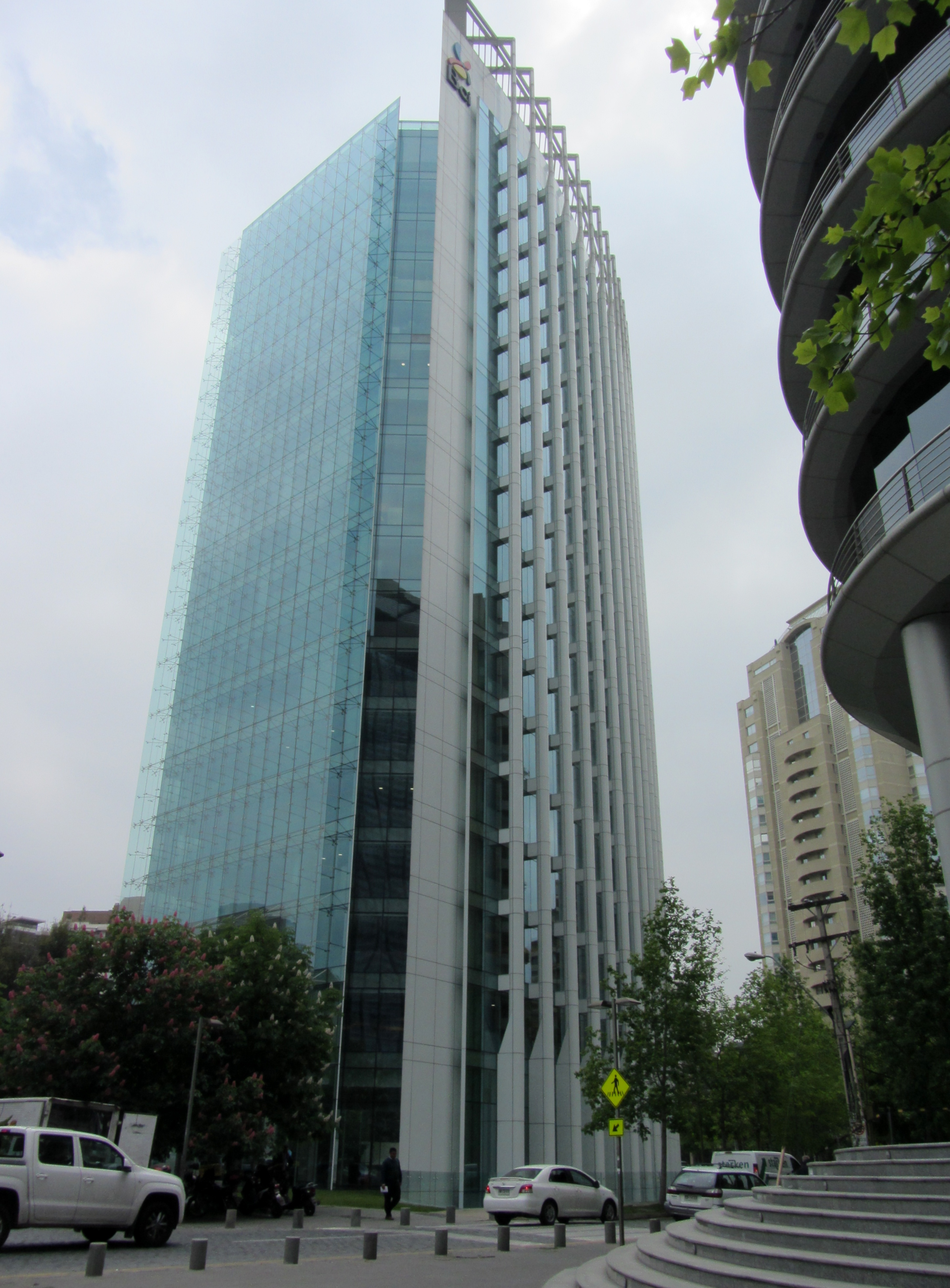
edificio BCI
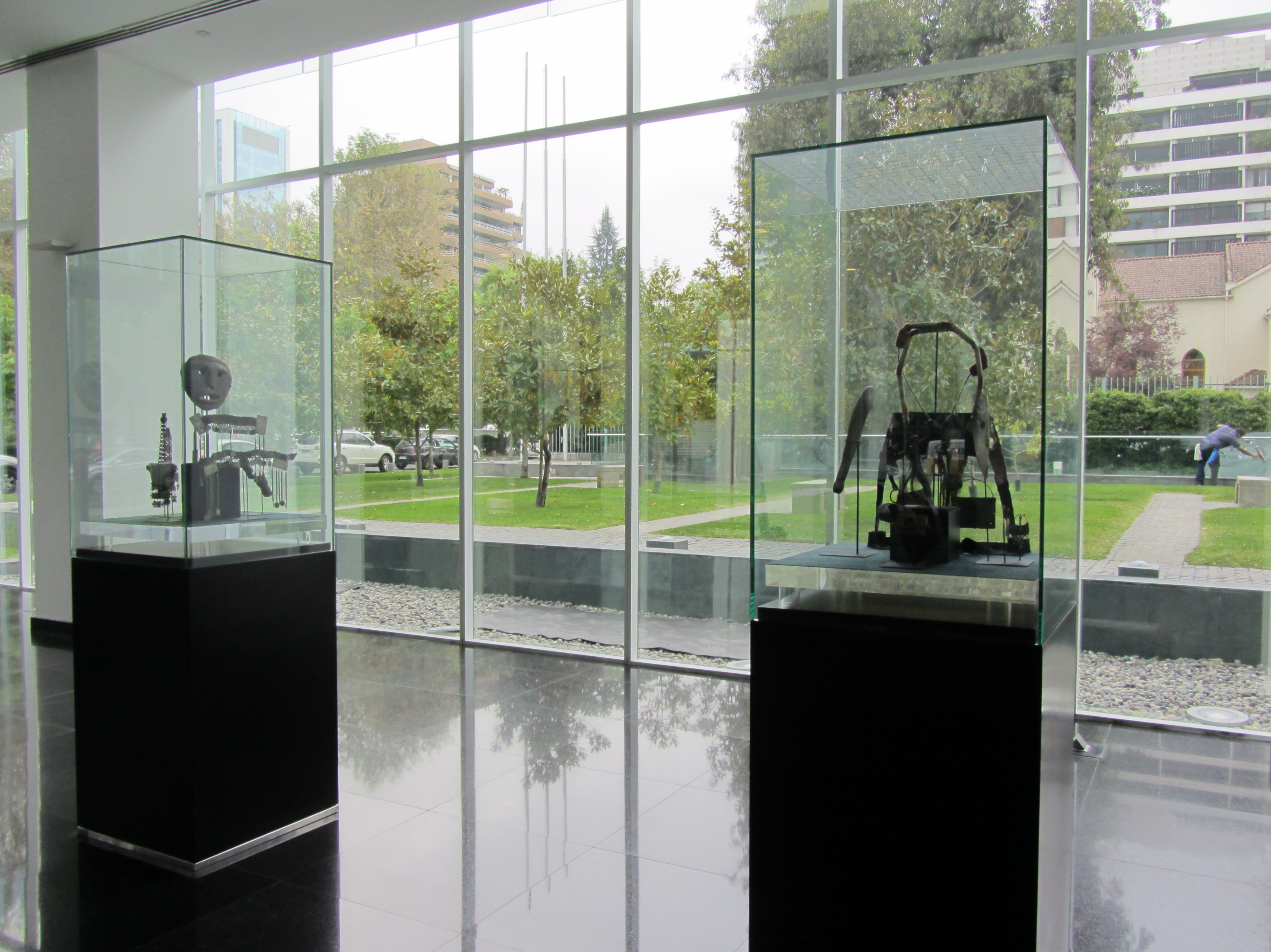
BCI hall
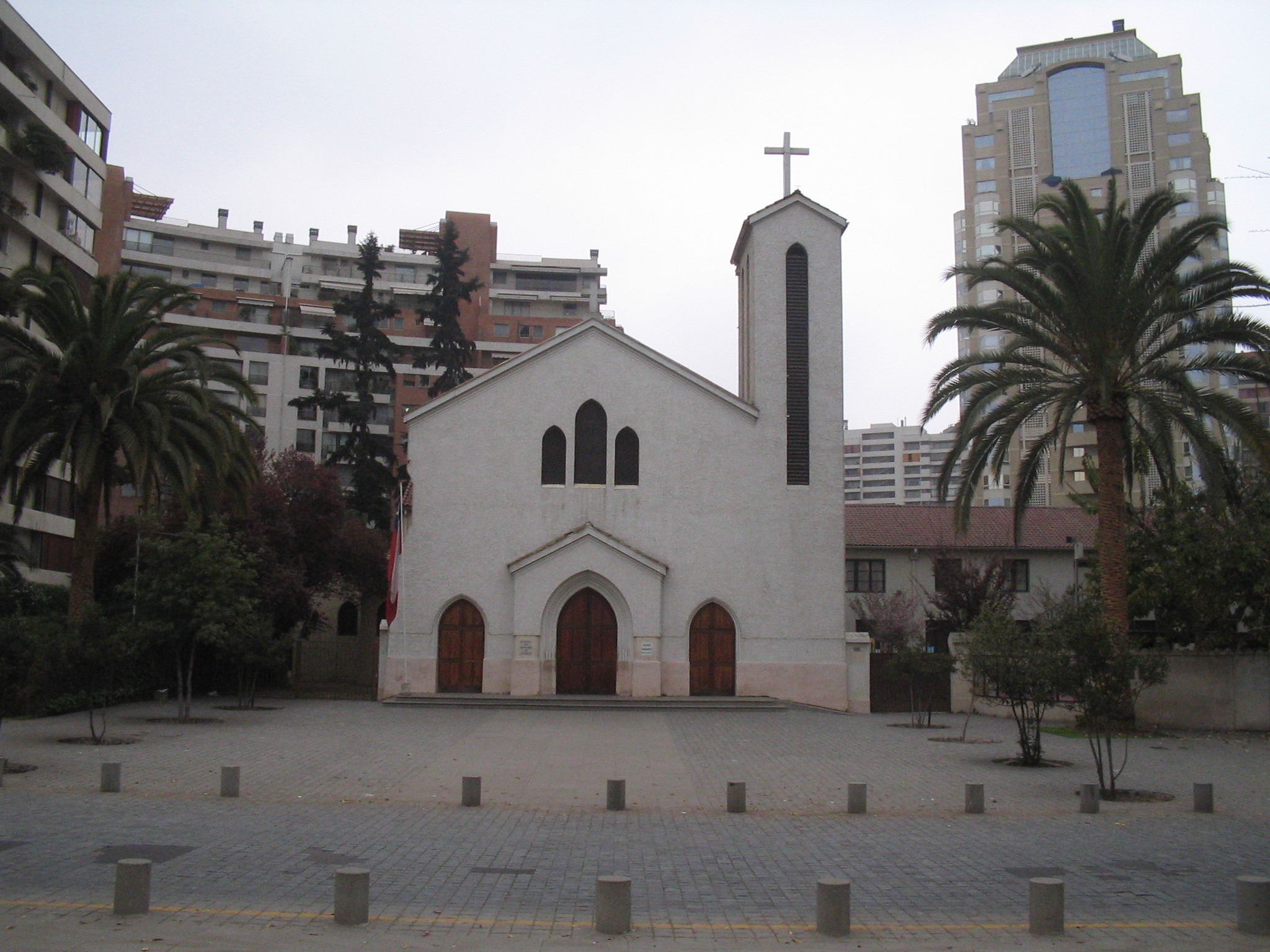
Iglesia de El Golf
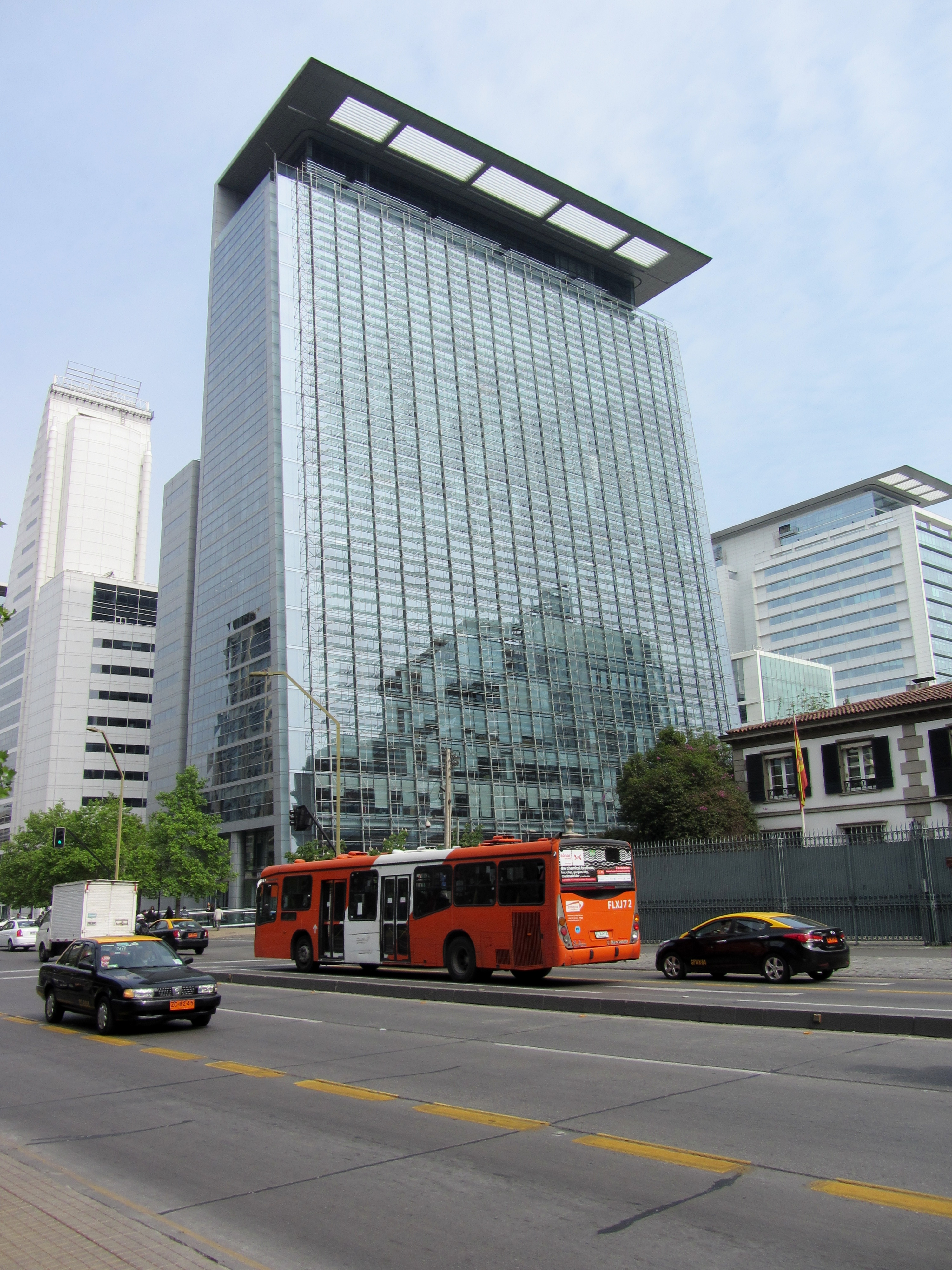
edificio Golf 2001
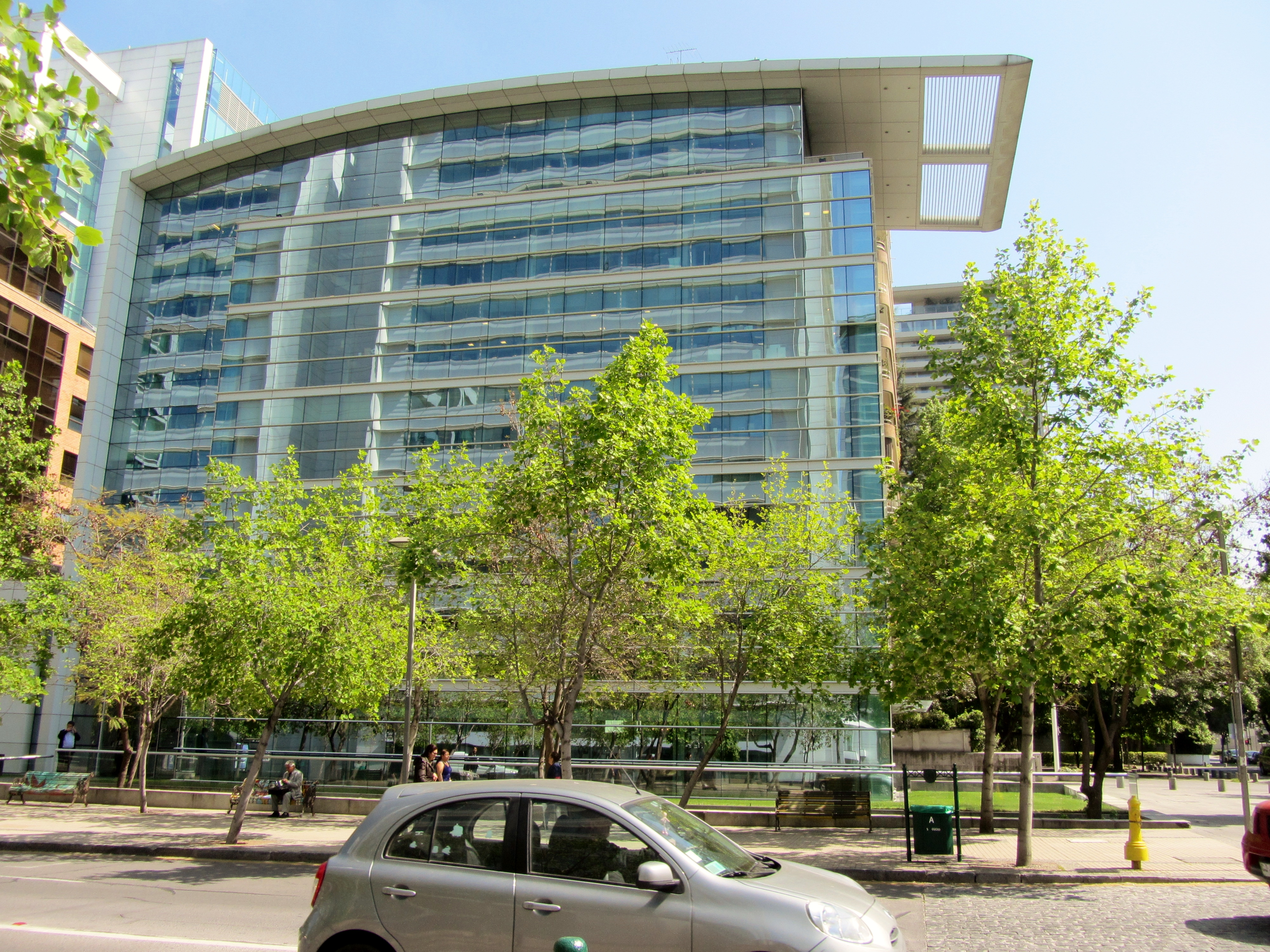
edificio Plaza de los Ángeles
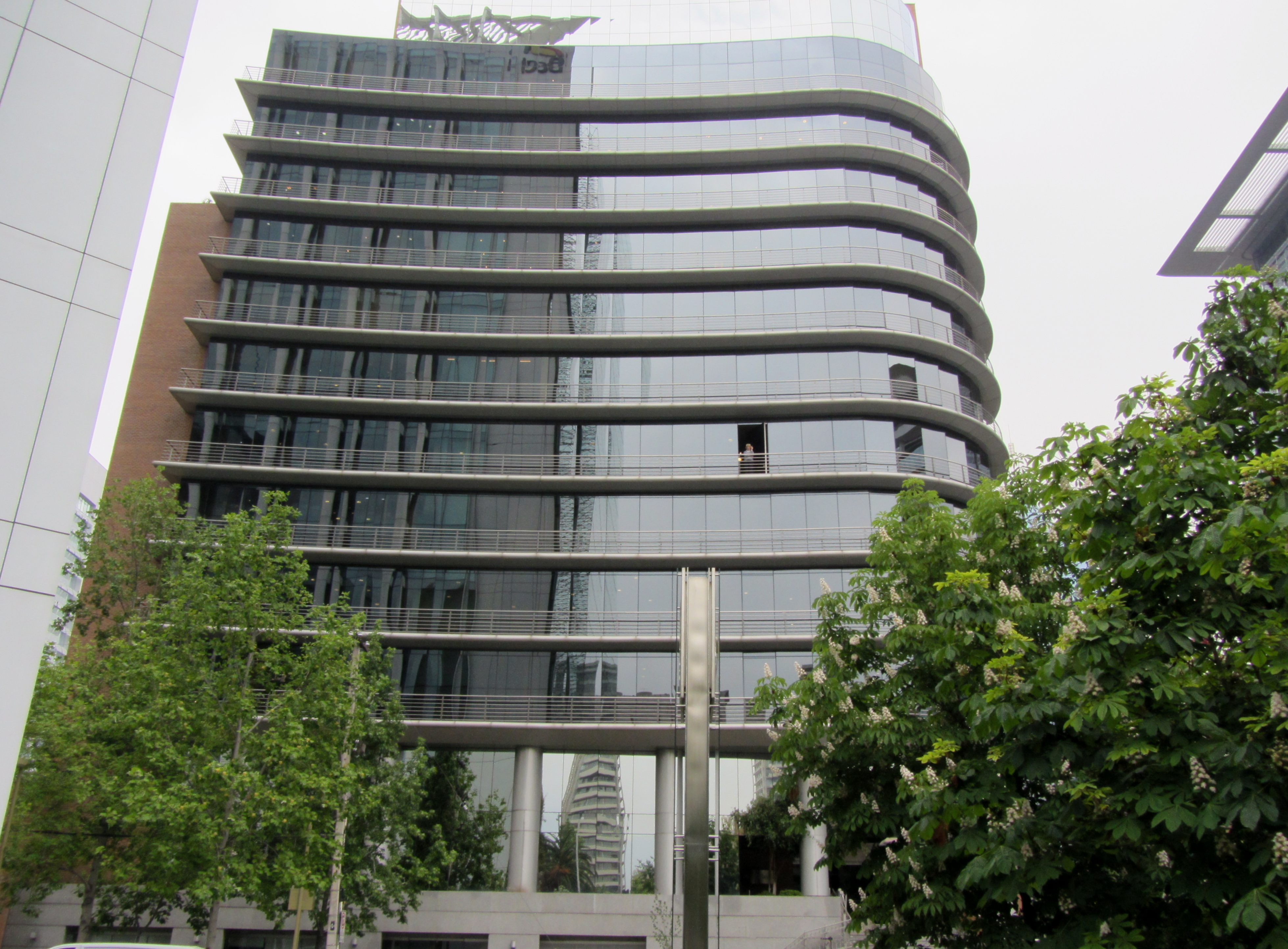
El Golf 99
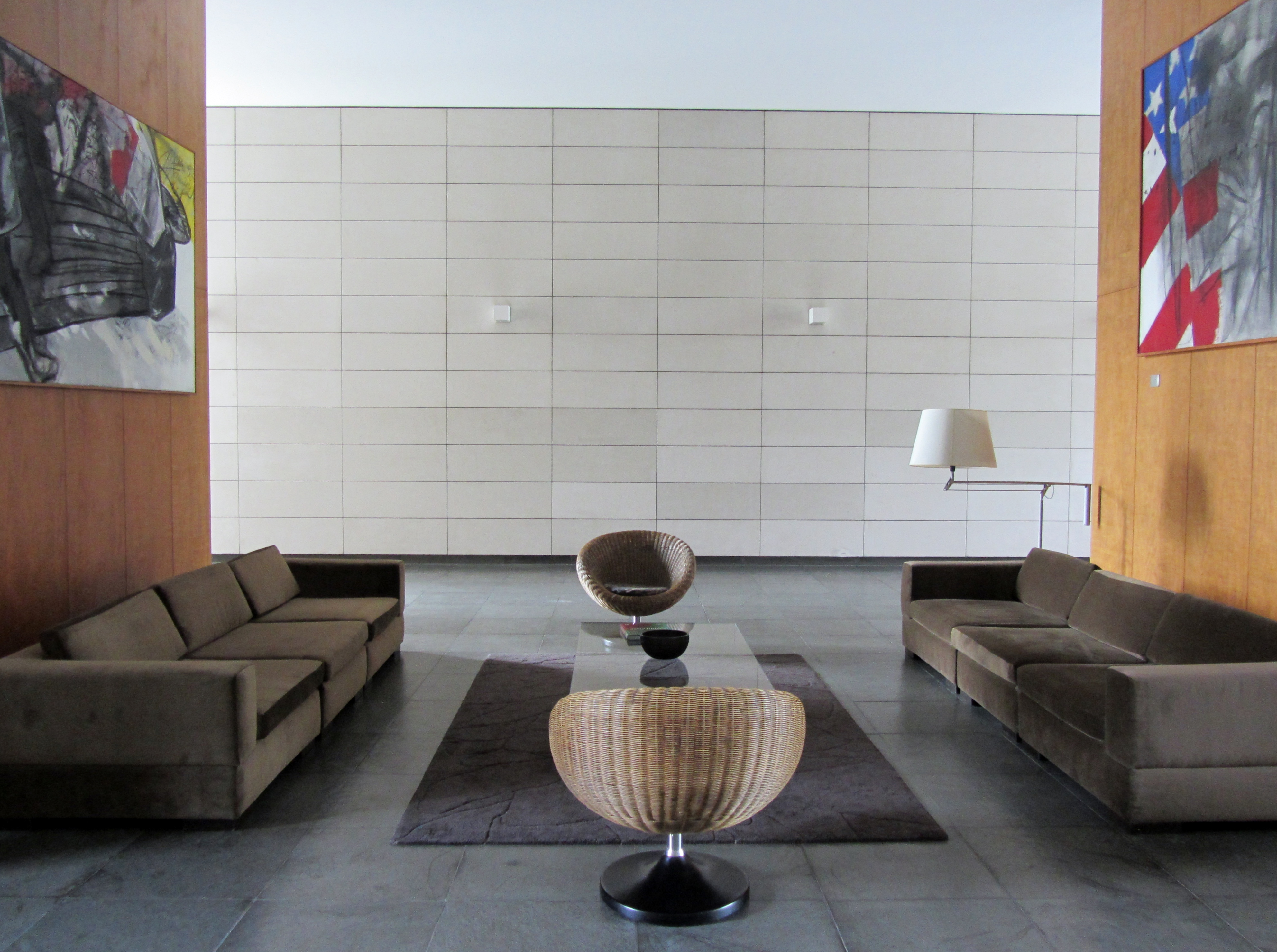
Puerta del Golf, hall
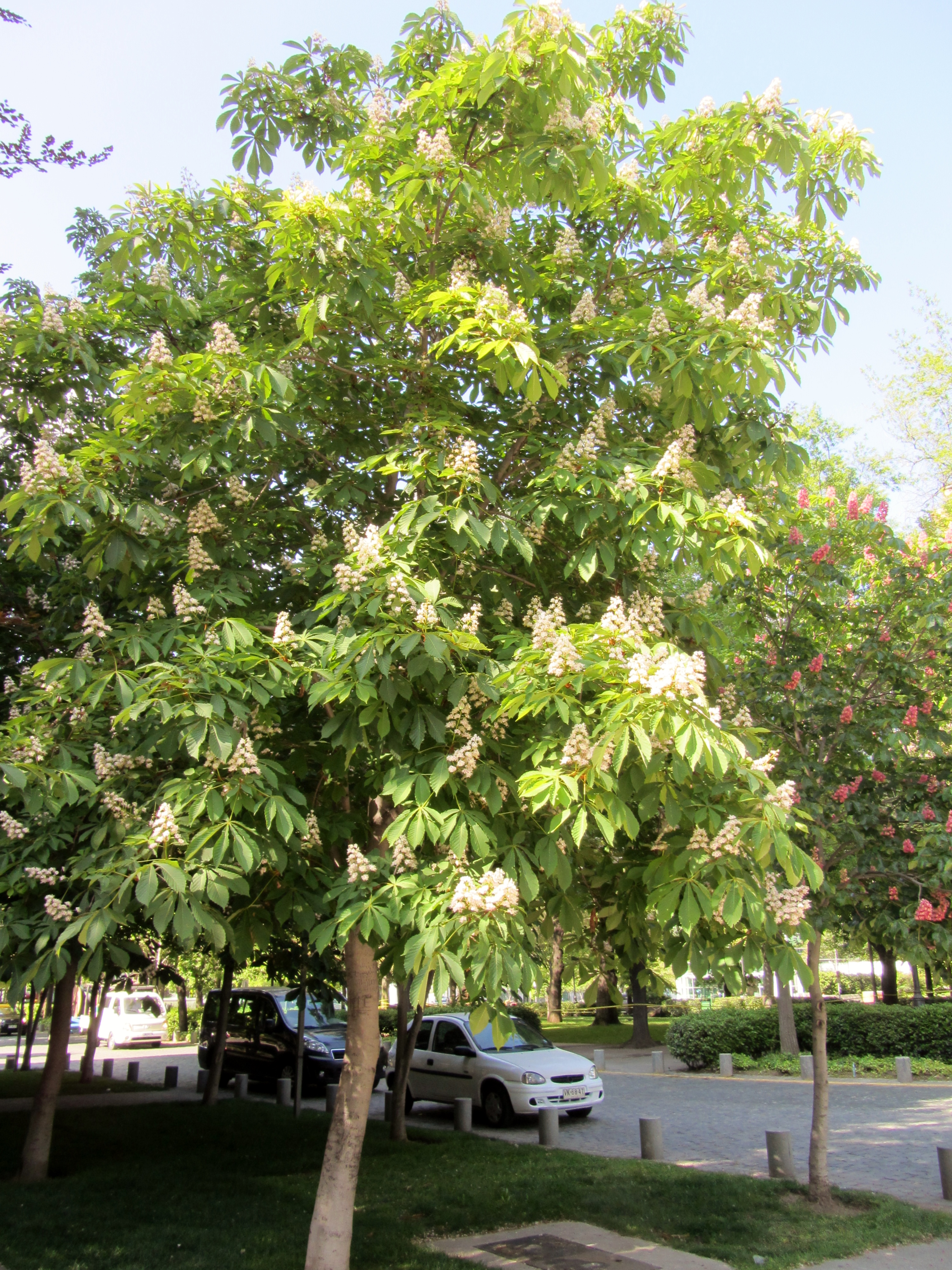
Castaños en flor en avenida El Golf
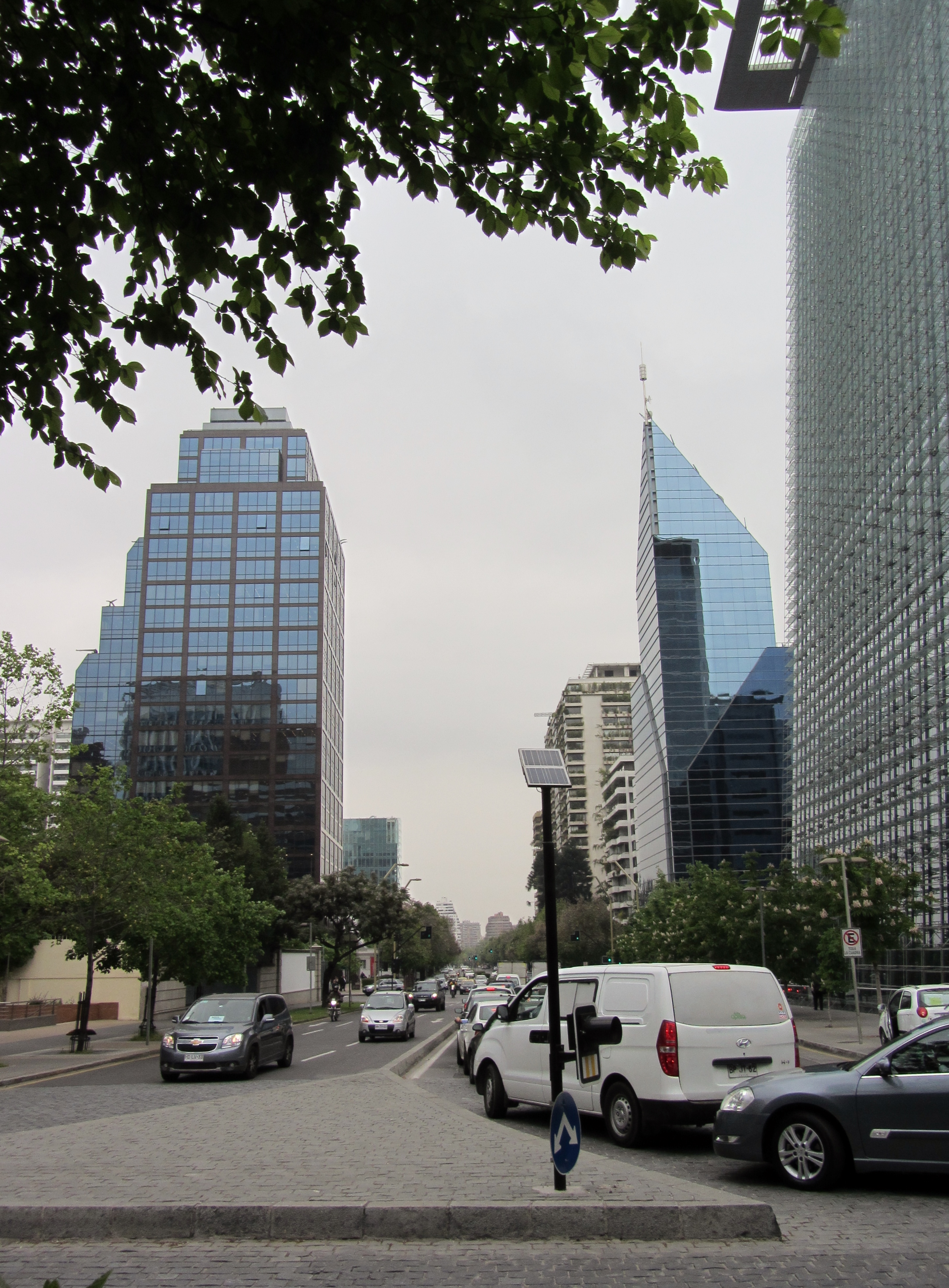
Mirando hacia Apoquindo
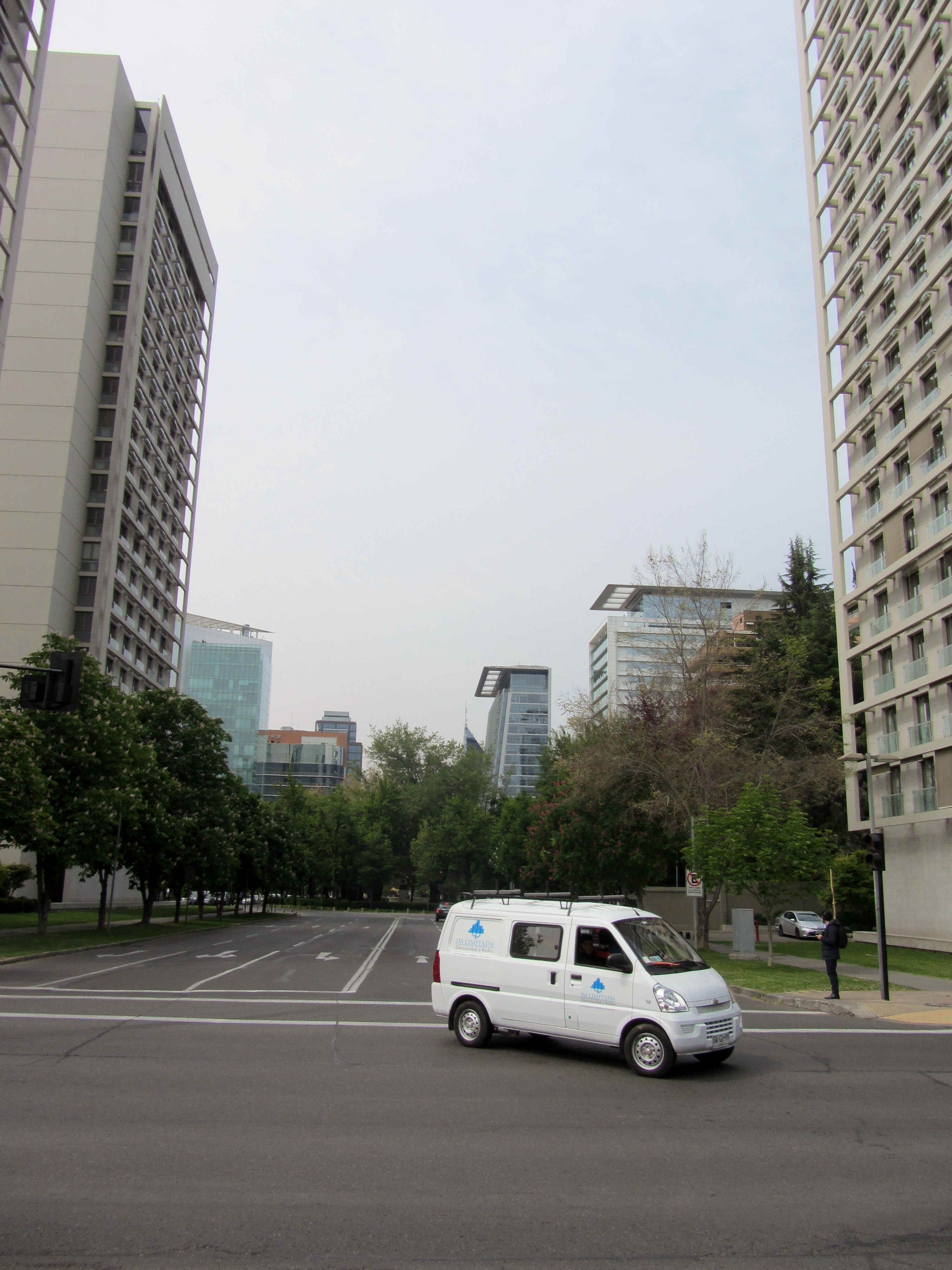
El Golf vista desde Pte Riesco]
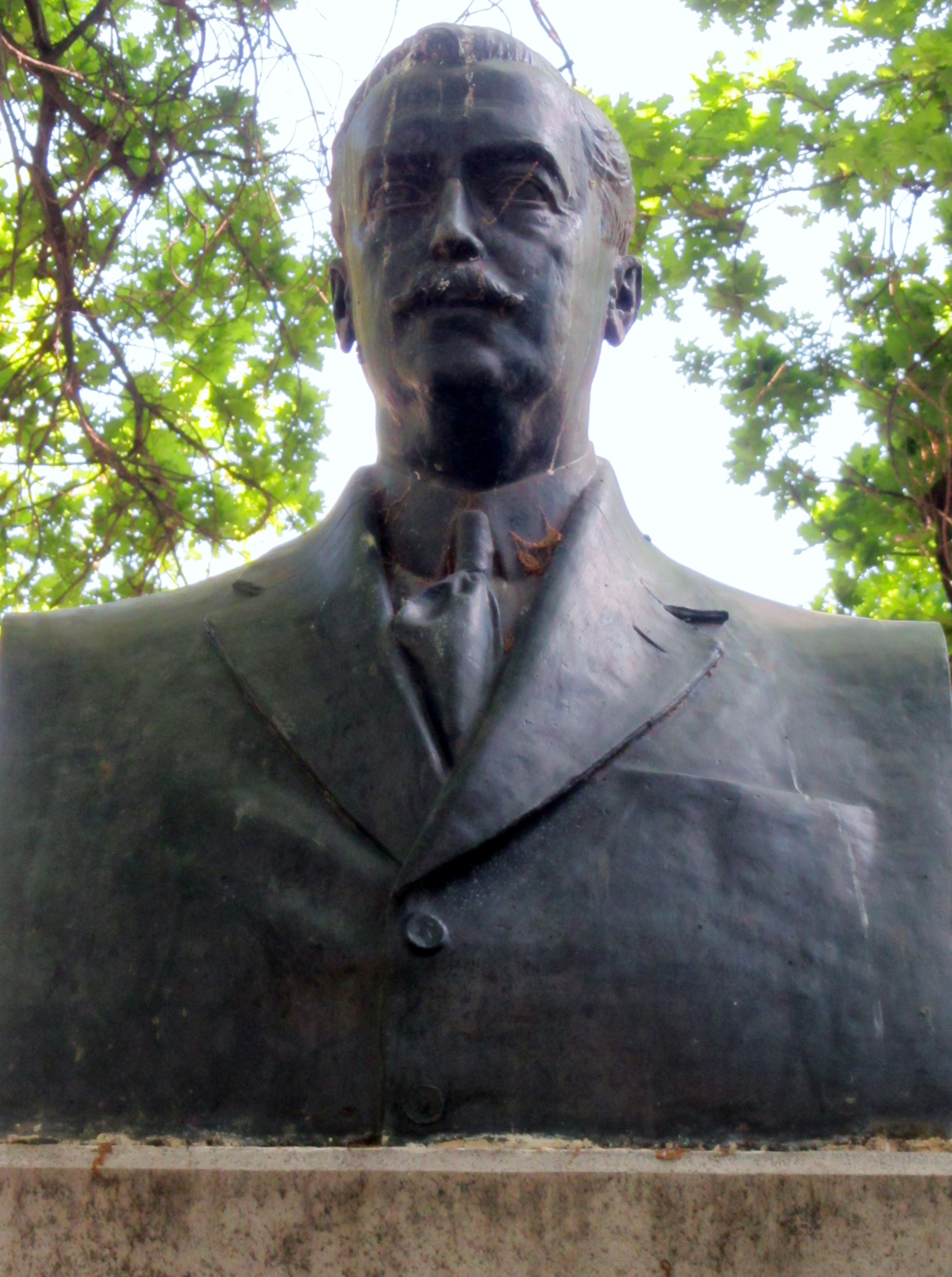
Busto de Ricardo Lyon en la Plaza Loreto
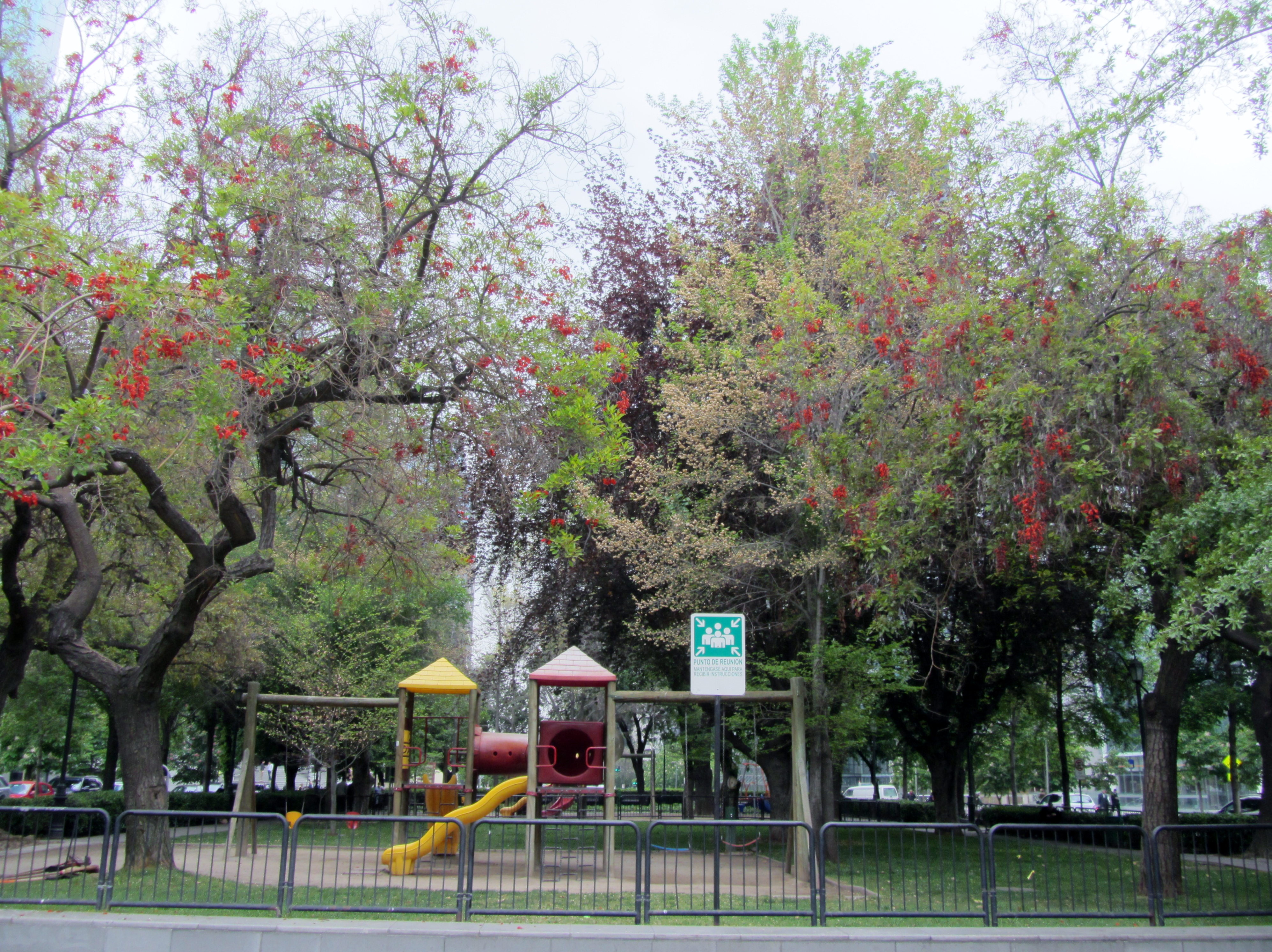
Juegos rodeados de ceibos en la Plaza Loreto
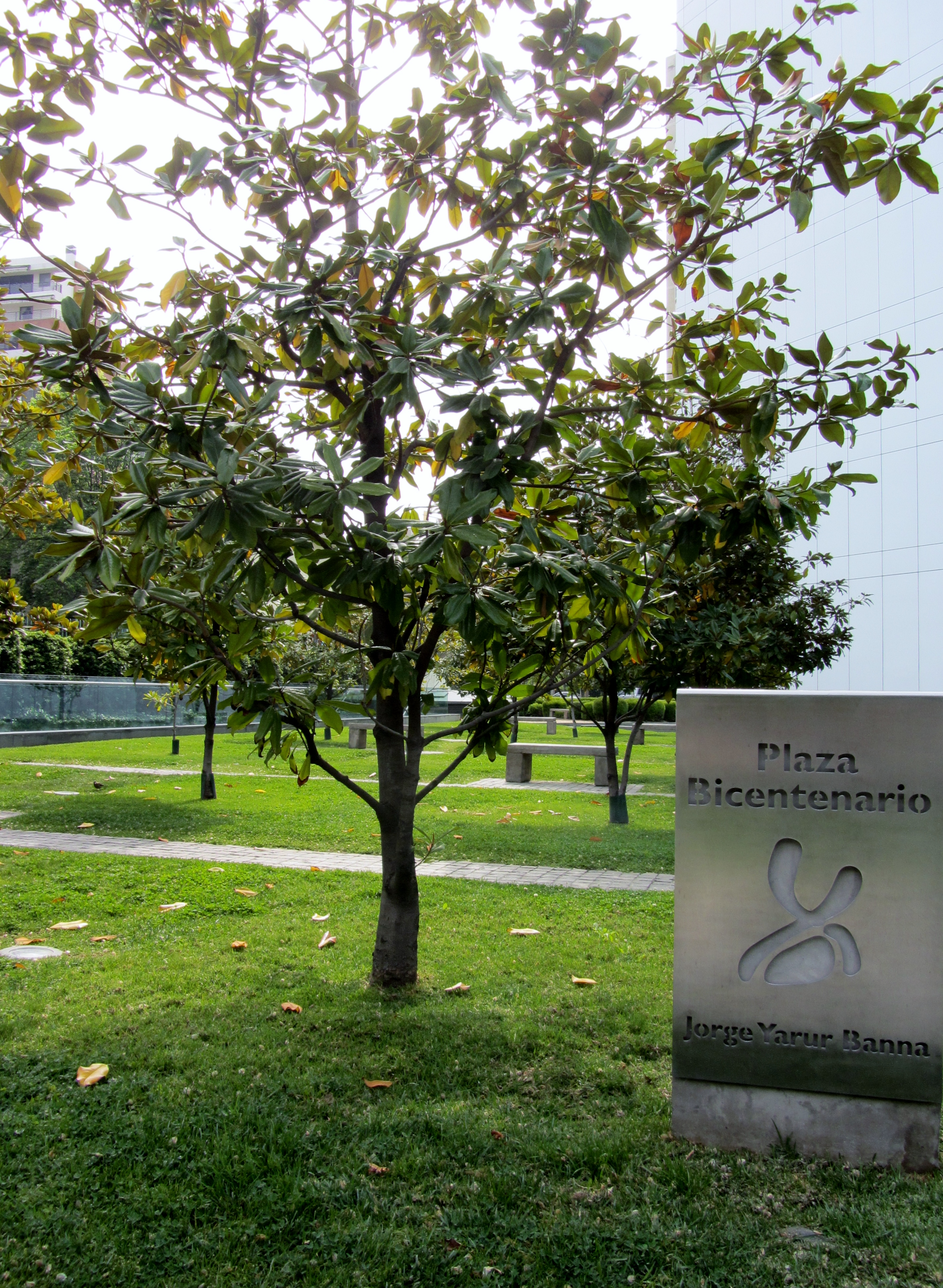
Plaza Bicentenario, acera oriente, entre la iglesia y el BCI
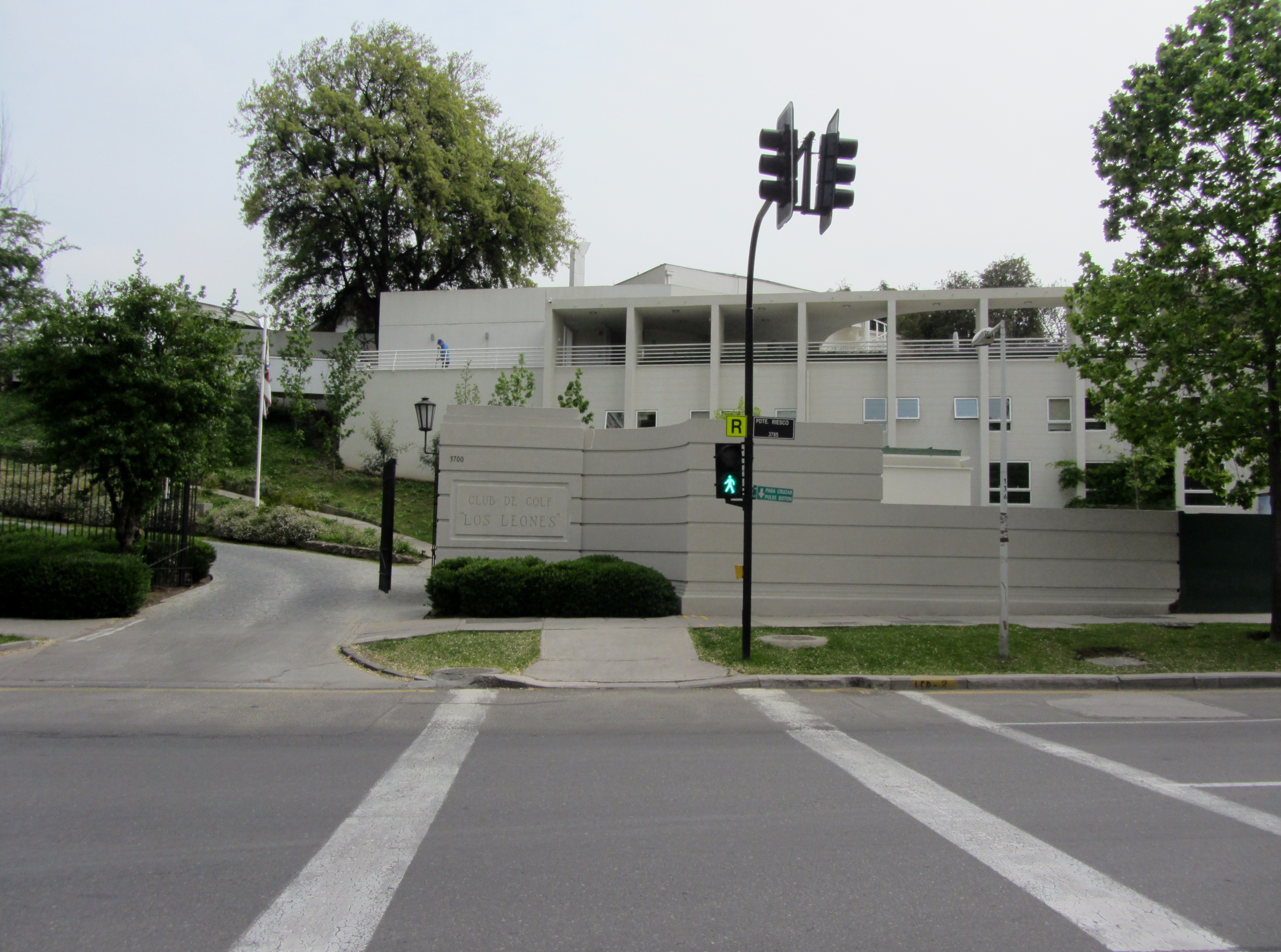
Entrada al Club de Golf Los Leones
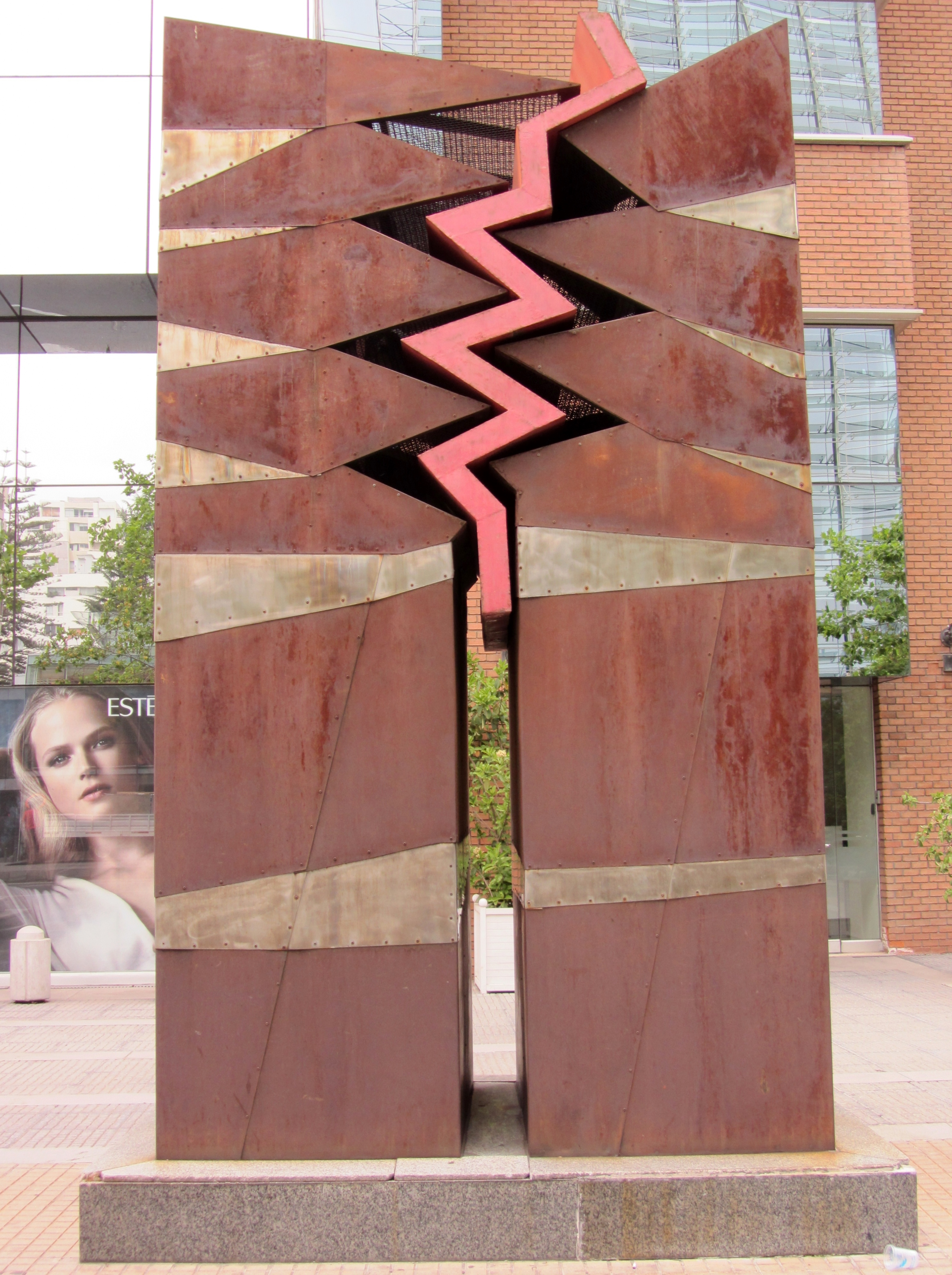
Escultura de Felipe Hermosilla, acera oriente, junto al n.º99